# Пархоменко, Никифор Михайлович
Никифор Михайлович Пархоменко (1919—1944) — старший сержант Рабоче-крестьянской Красной Армии, участник Великой Отечественной войны, Герой Советского Союза (1944).

## Биография
Никифор Пархоменко родился 26 декабря 1919 года в селе Косеновка (ныне — Уманский район Черкасской области Украины). После окончания семи классов школы работал бухгалтером в колхозе. В 1939 году Пархоменко был призван на службу в Рабоче-крестьянскую Красную Армию. С начала Великой Отечественной войны — на её фронтах. К июню 1944 года гвардии старший сержант Никифор Пархоменко командовал разведывательным отделением 122-го гвардейского артиллерийского полка 51-й гвардейской стрелковой дивизии 6-й гвардейской армии 1-го Прибалтийского фронта. Отличился во время освобождения Витебской области Белорусской ССР.
22 июня 1944 года Пархоменко, находясь в непосредственной близости от вражеских позиций в районе деревни Сиротино Шумилинского района, корректировал огонь полковых орудий, благодаря чему было уничтожено 3 артиллерийских орудия, 2 штабные машины и большое количество солдат и офицеров противника. Наступая с передовыми частями, Пархоменко вышел к Западной Двине в районе деревни Балбечье Бешенковичского района и 25 июня 1944 года скрытно переправился через неё. Обнаружив скопление вражеских войск, он вызвал огонь по нему, что способствовало успешным действиям всей дивизии. 15 июля 1944 года Пархоменко погиб в бою под городом Зарасай Литовской ССР. Похоронен в Зарасае.
Указом Президиума Верховного Совета СССР от 22 июля 1944 года за «мужество, отвагу и героизм, проявленные в борьбе с немецкими захватчиками» гвардии старший сержант Никифор Пархоменко посмертно был удостоен высокого звания Героя Советского Союза. Также был награждён орденами Ленина и Славы 3-й степени, рядом медалей.
В честь Пархоменко названы улицы в Умани и селе Танское Уманского района, а также школа в том же селе.